# 蔣阿炳
蔣靄秉（1933年—），又名蔣阿炳，京劇琴師、作曲家，移民英國倫敦前是中國上海京劇院藝術系列正高級職稱的一級演員，現在是上海戲劇學院客座教授。

## 生平
上海市戲曲學校畢業，專業是京劇音樂，特別是京劇胡琴（京胡）。
戲曲學校畢業后參加上海京劇院（周信芳做院長）工作。
1961年，他成為上海市「第1類青年藝術人才培養計畫」中的青年藝術人才，當時28歲。
文化大革命樣板戲風起後，在革命現代京劇《智取威虎山》劇組做甲組和電影版（謝鐵驪執導）琴師（鼓師是張鑫海，另1位琴師是尤繼舜，鼓師是王玉璞），與張鑫海都參加創作組。
革命現代京劇《智取威虎山》是擁有「8億人民8個戲」稱號的「8大樣板戲」（革命現代京劇《紅燈記》、革命現代京劇《沙家浜》、革命現代京劇《智取威虎山》、革命現代京劇《奇襲白虎團》、革命現代京劇《海港》、革命現代芭蕾舞劇《白毛女》、革命現代芭蕾舞劇《紅色娘子軍》、革命交響音樂《沙家浜》）其中的1個戲。
文革末期，在革命現代京劇《磐石灣》劇組做甲組和電影版（謝晉執導）琴師（鼓師是張鑫海，另1位鼓師是王玉璞，琴師是尤繼舜）。
《磐石灣》與其他9部（《智取威虎山》、《海港》、《紅燈記》、《沙家浜》、《奇襲白虎團》、《龍江頌》、《平原作戰》、《紅色娘子軍》、《杜鵑山》）被列為樣板的前後2批現代京劇（京劇現代戲）合稱「10大（京劇）樣板戲」。
做2部樣板戲舞台版甲組琴師和電影版琴師，他是史上第1人和惟1人（張鑫海做2部樣板戲舞台版甲組鼓師和電影版鼓師）。
他紀錄整理古裝京劇《轅門斬子》（陳秀華演出本）等戲的曲譜，1961年在上海出版。
他參加《大名府》、《甲午海戰》、《大風歌》、《梅妃》等新編古裝京劇的作曲（唱腔音樂創作）工作。
他撰寫《中國大百科全書·戲曲曲藝》的趙濟羹條，創作了〈我與麒派〉等文。
台灣國立國光劇團創團初期，他應邀到台灣客座，指導音樂。